# Вириатова война
Вириатова война се нарича голямо въстание на лузитаните срещу римляните, станало в периода 150 — 140 г. пр.н.е., по времето на Римската република. Начело на въстанието застава Вириат, откъдето и то носи името си. Според Светоний то започва след като пропретора в Испания, Сервий Галба, прародител на едноименния император, убива 30 хиляди лузитани.